# Андерс Лундґрен
Андерс Лундґрен (норв. Anders Lundgren, 25 червня 1898 — 28 серпня 1964) — норвезький яхтсмен.
Олімпійський чемпіон 1924 року в класі 6 метрів.